# La notte di San Lorenzo (film)
La notte di San Lorenzo è un film del 1982 diretto dai fratelli Taviani.
Si tratta della nona pellicola diretta da Paolo e Vittorio Taviani, affresco della campagna toscana dell'agosto del 1944, che fa da sfondo ad uno dei tanti drammi della seconda guerra mondiale, raccontato guardando però alle tenerezze, alla buona volontà, agli eroismi e alla paura della gente comune.
Presentato in concorso al 35º Festival di Cannes, ha vinto il premio il Grand Prix Speciale della Giuria e il premio della giuria ecumenica. Gli eventi narrati nel film richiamano le drammatiche vicende della strage del Duomo di San Miniato originariamente attribuita all'esercito tedesco, in realtà causata dagli Alleati. Il film è anche la prima occasione di collaborazione dei due registi con Nicola Piovani.

## Trama
È l'estate del 1944, il paese di San Martino (nome di fantasia che richiama San Miniato, città d'origine dei registi) è nel mezzo della guerra di Resistenza. I nazisti all'approssimarsi delle truppe Alleate ordinano a tutta la popolazione di riunirsi nel duomo, sotto la protezione del Vescovo. Un gruppo di uomini, donne e bambini, guidato dal fattore Galvano, sospettando una trappola, decide di fuggire e abbandona il paese col favore della notte, per andare incontro agli statunitensi che arrivano da sud. La mattina dopo nella chiesa esplode una bomba, che si intuisce piazzata dai tedeschi, uccidendo molti dei presenti.
Intanto i fuggitivi si uniscono ad alcuni partigiani, per raccogliere il grano di un campo, ma vengono attaccati da un gruppo di fascisti, tra cui Marmugi, con il figlio quindicenne e il giovane Giglioli. Dopo uno scontro sanguinoso i fascisti sopravvissuti mostrano la loro codardia uccidendo a sangue freddo alcuni superstiti di San Martino (Nicola, Dilvo, una coppia di anziani) ma vengono a loro volta ammazzati dagli altri del gruppo.
Gli scampati allo scontro riparano in un cascinale dove trascorrono la notte e Galvano corona il suo sogno d'amore con la cugina Concetta. All'alba giunge la notizia dell'arrivo degli Alleati. È la Liberazione, i sopravvissuti fanno insieme ritorno a San Martino, tranne Galvano che resta a riflettere sotto la pioggia nell'aia del cascinale che li ha ospitati per la notte.

## Produzione
Il film, scritto con Tonino Guerra "in continua oscillazione tra ricordi personali e memoria collettiva, cronaca e fantasia, epica ed elegia" è una rilettura della strage del Duomo di San Miniato, con l'attenzione rivolta soprattutto ai pensieri, alle parole e ai gesti della "povera gente".
I fratelli Taviani avevano già girato nel 1954 un documentario sulla strage denominato San Miniato luglio '44. Il loro padre, di professione avvocato, partecipò ai lavori della prima commissione di inchiesta comunale sulla strage.
L'opera è stata girata a San Miniato e nelle campagne circostanti. Tuttavia, la facciata e l'interno della chiesa rappresentata nel film non sono quelli del Duomo, ma appartengono alla collegiata di Sant'Andrea di Empoli: venne utilizzato questo luogo perché si riteneva che l'impatto emotivo del vero duomo fosse ancora troppo forte. Per lo stesso motivo, il nome del paese venne mutato in San Martino.
La fattoria della scena finale è la Tenuta di Cortina e Mandorli, nel comune di Montespertoli.

### Cast
Omero Antonutti (Galvano) e Margarita Lozano (Concetta) sono attorniati da quasi tutti attori all'epoca improvvisati o esordienti, molti dei quali hanno poi acquistato solo in seguito notorietà.

## Incassi
La notte di San Lorenzo si collocò al trentanovesimo posto tra i film di maggiore incasso nella stagione 1982-1983.

## Riconoscimenti
- 1982 - Festival di Cannes
  - Grand Prix Speciale della Giuria a Paolo e Vittorio Taviani[5]
  - Premio della giuria ecumenica a Paolo e Vittorio Taviani
  - Candidatura Palma d'oro a Paolo e Vittorio Taviani
- 1983 - David di Donatello
  - Miglior film a Paolo e Vittorio Taviani
  - Miglior regista a Paolo e Vittorio Taviani
  - Miglior produttore a Giuliani G. De Negri
  - Migliore fotografia a Franco Di Giacomo
  - Miglior montaggio a Roberto Perpignani
  - Candidatura Migliore sceneggiatura a Paolo e Vittorio Taviani e Giuliani G. De Negri
  - Candidatura Migliore attrice esordiente a Norma Martelli
  - Candidatura Miglior colonna sonora a Nicola Piovani
  - Candidatura Migliore scenografia a Gianni Sbarra
  - Candidatura Migliori costumi a Lina Nerli Taviani
- 1983 - Nastro d'argento
  - Regista del miglior film a Paolo e Vittorio Taviani
  - Migliore sceneggiatura a Paolo e Vittorio Taviani, Tonino Guerra e Giuliani G. De Negri
  - Candidatura Migliore soggetto a Paolo e Vittorio Taviani
  - Candidatura Migliore fotografia a Franco Di Giacomo
  - Candidatura Migliore colonna sonora a Nicola Piovani
- 1983
  - Globo d'oro Miglior film a Paolo e Vittorio Taviani
  - Grolla d'oro al miglior regista a Paolo e Vittorio Taviani
- 2018 : 75ª Mostra internazionale d'arte cinematografica di Venezia
  - Premio Venezia Classici per il miglior film restaurato[6]